# Эопсетты
Эопсетты (лат. Eopsetta) — род лучепёрых рыб из семейства камбаловых. Глаза расположены на правой стороне тела. Максимальная общая длина тела у представителей разных видов варьирует от 60 до 70 см. Максимальный зарегистрированный вес 3,7 кг. Представители рода обитают в северо-западной части Тихого океана. Встречаются на глубине от 0 до 1325 м. Они безвредны для человека и являются объектами коммерческого промысла.

## Виды
На июнь 2022 года в род включают 2 вида:
- Камбала Григорьева (Eopsetta grigorjewi), или дальневосточная камбала
- Камбала Джордана (Eopsetta jordani), или калифорнийская эопсетта